# Linaria johannis
Linaria johannis е вид птица от семейство Чинкови (Fringillidae). Видът е застрашен от изчезване.

## Разпространение
Видът е разпространен в Сомалия.